# Margaret Keane
Margaret Keane (Nashville, Tennessee, 15 de septiembre de 1927-Napa, California, 26 de junio de 2022) fue una artista estadounidense reconocida por los grandes ojos de sus personajes.  En diferentes etapas firmó sus obras como Peggy Doris Hawkins, Peggy Ulbrich, MDH Keane y Margaret McGuire. Fue una retratista que pintaba principalmente al óleo mujeres, criaturas y animales domésticos.

## Biografía
Keane nació en 1927 con el nombre Margaret (Peggy) Doris Hawkins en Nashville, Tennessee. A los 10 años empezó a recibir clases de dibujo en el Watkins Institute de Nashville. De pequeña era conocida en la iglesia local por sus bocetos de ángeles con grandes ojos. Desde siempre atribuyó a la relación con su abuela su profundo respeto por la Biblia y la inspiración de su arte. A los 18 años atendió durante un año a la Traphagen School Of Design en New York. Experimentó pintando kitsch. Usó óleos y acrílicos para pintar mujeres, niños, gatos, perros y caballos.
Tras su primer matrimonio dio a luz en 1950 a su hija Jane. En 1955 se casó con Walter Keane, un agente inmobiliario aficionado a pintar, y continuó perfeccionando su técnica. 
Al principio Walter, siendo un genio de la promoción y el marketing, iba cada noche al local de comedia Hungry I de San Francisco y vendía los cuadros de niños con diferentes fondos de la ciudad. En 1959 pintó su primer cuadro profesional.
Walter Keane cerró su negocio inmobiliario y se dedicó a vender los dibujos y grabados de forma masiva en grandes almacenes, libros de cómic y revistas. Estos cuadros, firmados "Keane", hicieron que el público interpretara que el creador era Walter y no Margaret, aunque ella no lo supo hasta tiempo después. Margaret, bajo el nombre de su marido, llegó a ser una de las artistas más populares en la década de 1960.
La pareja apareció en la revista Life y realizó retratos de Zsa Zsa Gabor, Kim Novak, Adlai Stevenson, Natalie Wood, Robert Wagner, Joan Crawford, Liberace, Don Defore, Merv Griffen, Dean Martin, Helena Bonham Carter, Lisa Marie y Linda Cardellini.
Mandó retratos a la Casa Blanca de John Jr. y Caroline Kennedy, así como la familia de Jerry Lewis vestidos de arlequines. Durante ese tiempo Walter Keane se autoproclamaba el pintor de los cuadros, mientras que la verdadera autora, Margaret, se mantenía encerrada pintando durante largos periodos, algo que iba influyendo en sus cuadros. La timidez patológica de Margaret hizo que durante 12 años el público creyera que los cuadros los pintaba su marido. Tras un tiempo observando cómo Walter se llevaba el mérito, Margaret decidió perfeccionar su estilo hasta llegar a un resultado nuevo, diferenciando así la obra firmada como "Keane" de esta nueva, firmada como "MDH Keane".
Walter la amenazó con matarla a ella y a sus dos hijas si contaba que ella pintaba los cuadros.
En la década de 1960  Keane se convirtió en uno de los artistas más populares y comercialmente exitosos de su tiempo.
En 1965 Margaret se divorció de Walter y ambos reclamaron los derechos sobre los cuadros. Ella declaraba que era la verdadera artista, pero Walter no reconocía nada. En 1970 Margaret retó a Walter para pintar frente al público en la San Francisco’s Union Square pero él no se presentó. Margaret pintó uno de sus cuadros característicos frente a una multitud mientras sonaba la música de «High Noon» (Solo ante el peligro) creada por Dimitri Tiomkin.
Tras dejar a Walter, se mudó a Hawái donde después de acercarse a la astrología, análisis de escritura y la meditación trascendental, terminó por regresar a su origen cristiano y convertirse a los Testigos de Jehová.
En 1986 demandó a Walter Keane y al periódico USA Today por un artículo en el cual afirmaban que las obras pictóricas eran creación exclusiva de Walter Keane. Ya en el juicio, el jurado pidió a los dos que pintaran un cuadro con su estilo característico. Margaret Keane pintó un cuadro en 53 minutos. Walter Keane no pintó nada debido a un supuesto dolor de hombro. El jurado falló a favor de Margaret y le permitió firmar sus obras como Keane. También condenó a Walter Keane a una retribución de 4 millones de dólares por daños emocionales y menoscabo a su reputación.

## Película

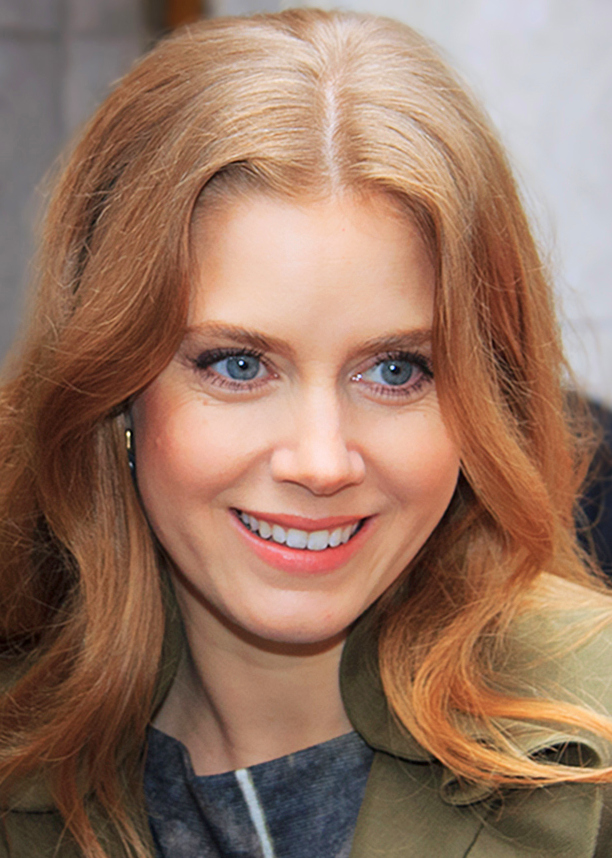
Amy Adams interpretó a Margaret Keane.

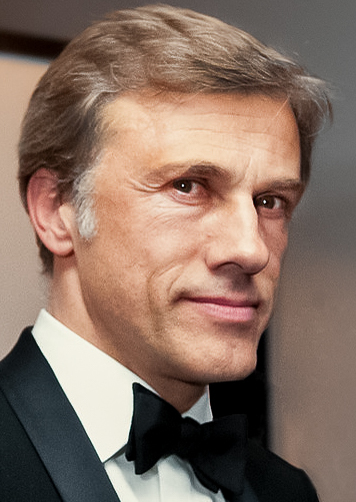
Christoph Waltz interpretó a Walter Keane.